# Dir (Pakistan)
Pour les articles homonymes, voir dir.
Dir (en ourdou : دیر) est une localité du Pakistan située dans la province de Khyber Pakhtunkhwa. Elle est la capitale du district du Haut-Dir, situé dans le nord de la province. Sa population est essentiellement pachtoune.
La population de la ville a été multipliée par près de deux entre 1998 et 2017 selon les recensements officiels, passant de 22 901 habitants à 44 165, soit une croissance annuelle moyenne de 3,5 %, nettement supérieure à la moyenne nationale de 2,4 %.